# 넥스트칩
주식회사 넥스트칩(영어: Nextchip)은 ADAS(Advanced Driver Assistance System, 첨단 운전자 지원 시스템) 관련 반도체를 연구 개발하는 대한민국의 기업이다.

## 역사
2019년 1월, 앤씨앤의 오토모티브 사업 부문의 물적 분할로 설립되었다. 오토모티브 사업부 시절부터 자율 주행 관련 칩들을 약 9년 전부터 개발했다.
2022년 7월 1일, 코스닥 시장에 상장하였다.